# Мухаммед, Назар (генерал)
Назар Мухаммед (другая транскрипция — Назар Мохаммад; 1935, уезд Шинданд — 1998, Кветта, Пакистан) — военный и государственный деятель Афганистана, генерал-полковник.

## Офицер ВВС
По национальности — пуштун. Окончил Кабульское военное училище, авиационное училище в г. Фрунзе. Служил в Военно-воздушных силах (ВВС), член Народно-демократической партии Афганистана (НДПА) с 1974 (Фракция «Хальк»). После государственного переворота 1978, получившего название Саурская — Апрельская — революция, был назначен командующим ВВС (1978—1979). После прихода к власти Хафизуллы Амина, не доверявшего Назару Мохаммаду, тот был переведён на второстепенную должность заместителя министра транспорта (с 25 сентября 1979).

## Генерал
После ввода советских войск в Афганистан — главнокомандующий ВВС и ПВО (с 1980; в этом же году ко второй годовщине Саурской революции был произведён из подполковников в генерал-майоры). По воспоминаниям его тогдашнего советника, генерал-лейтенанта Петра Сафронова, работать с генералом Назар Мохаммадом было достаточно легко. 

Главная проблема заключалась в неукомплектованности частей национальными летными кадрами. Авиационные кадры для ВВС ДРА активно готовились в СССР и в самом Афганистане. ВВС и ПВО ДРА были самым боеспособным видом Вооруженных сил ДРА и работали с высоким напряжением.

В 1982 году учился в Военной академии Генерального штаба в Москве. С 1983 — член ЦК НДПА и Революционного совета, с ноября 1985 — кандидат в члены политбюро ЦК НДПА.
С января 1984 года — начальник Генерального штаба, с 4 декабря 1984 года — министр обороны. Такое развитие карьеры генерала могло быть связано с недовольством советских военачальников деятельностью афганских генералов из фракции «Парчам» (в частности, начальника Генерального штаба генерала Бабаджана). В этой ситуации была сделана ставка на генералов из конкурирующей с «Парчам» фракции «Хальк» — после того, как Назар Мухаммед был назначен министром, пост начальника Генерального штаба занял другой «халькист», Шахнаваз Танай. Однако улучшения боеспособности афганской армии при руководстве «халькистов» не произошло.
Продвижение Наджибуллы на пост лидера Афганистана в 1986 году привело к тому, что на пост министра обороны вернулся его соратник по фракции «Парчам» Мохаммед Рафи, уже возглавлявший это ведомство в 1980—1982. Назар Мухаммед был переведён на значительно менее влиятельную должность первого заместителя председателя совета министров (с 5 декабря 1986 года). В этом качестве он возглавлял государственную комиссию по призыву в армию, но большой активности не проявлял. По словам советского генерала Махмута Гареева, несмотря на формально старательную работу генерала Назара Мухаммеда, дела на его участке работы решались плохо.
В 1990 году принял участие в мятеже части «халькистов», возглавлявшемся министром обороны Шахнавазом Танаем и направленным против президента Наджибуллы. После поражения мятежников бежал в Пакистан, где и поселился. Был снят со всех государственных и партийных постов.

## Гибель
Летом 1998 был убит в городе Кветта в пакистанской провинции Белуджистан (застрелен четырьмя неизвестными в кафе). Существует версия, что убийцами были участники движения «Талибан».